# 斑纹厚大蛤
斑纹厚大蛤（学名：Codakia punctata），又名胭脂满月蛤，是满月蛤科厚大蛤屬的一种。

## 分佈
主要分布于南海、印度尼西亚、中国大陆、台湾，出现于潮间带至20米水深处，生活在低潮区的沙中。